# Presidencia de Asuntos Religiosos

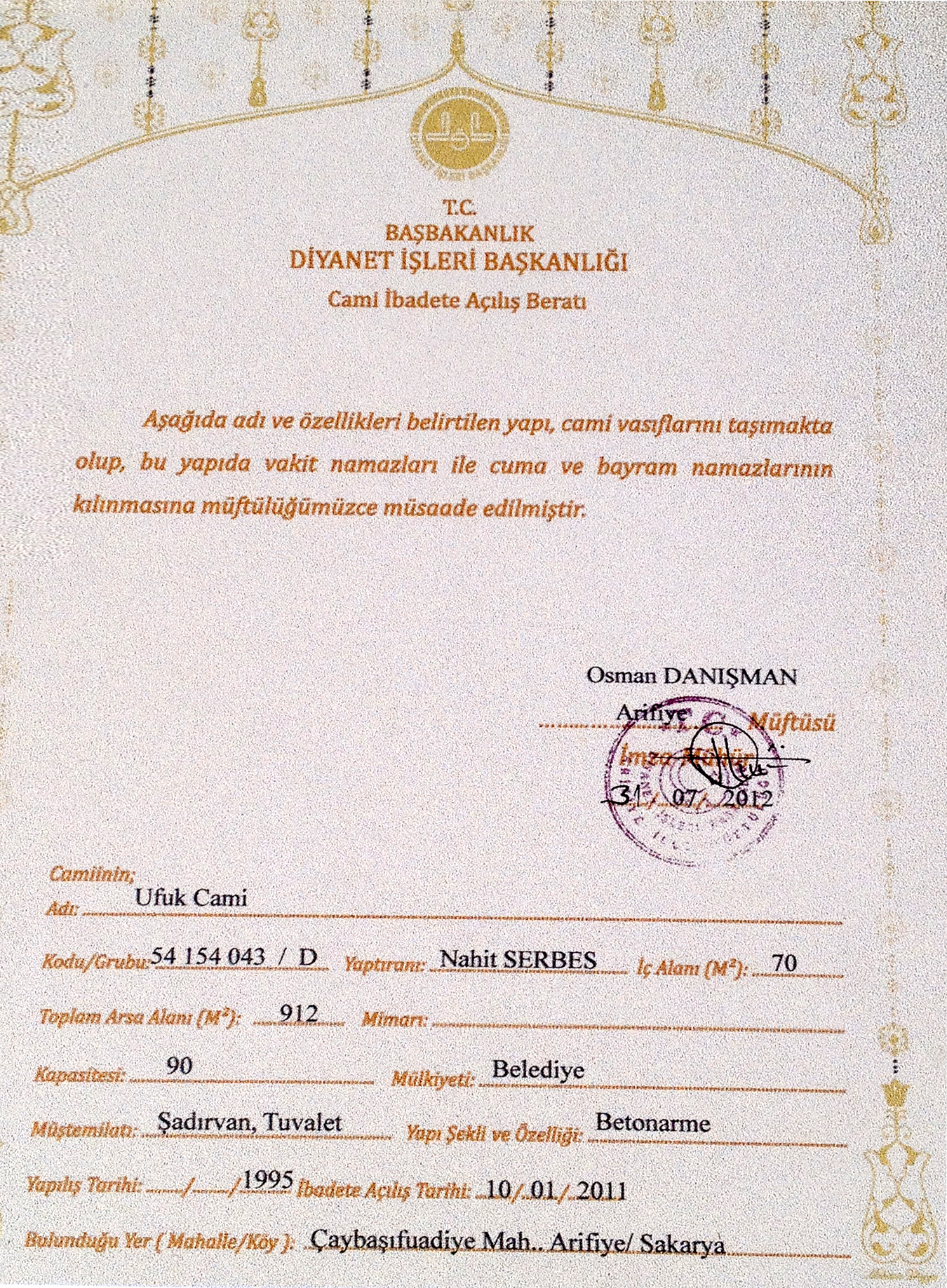
Documento entregado por la República de Turquía, Presidencia de Asuntos Religiosos, por la mezquita construida por el empresario, historiador y filántropo circásico Nahit Serbes. Un ejemplo típico de un documento del Diyanet.

La Presidencia de Asuntos Religiosos (Diyanet İşleri Başkanlığı, comúnmente conocida como el Diyanet o DİB) es una institución estatal establecida en 1924 por el presidente fundador de la República de Turquía, Mustafa Kemal Atatürk. Fue creada inicialmente para administrar los asuntos religiosos que anteriormente eran supervisados por la abolida Jefatura de la Comunidad Islámica/Musulmana (Shaykh al-Islām) antes del establecimiento de la república, durante la era del Imperio otomano. Posteriormente obtuvo reconocimiento formal bajo el Artículo 136 de la Constitución de Turquía. El Presidente de Asuntos Religiosos cumple efectivamente el rol de Gran Muftí de Turquía. Este rol cuenta con el respaldo de un consejo de 16 miembros elegidos entre clérigos y profesores de teología de universidades.
Según lo establecido por la ley, las funciones del Diyanet son “administrar los asuntos relacionados con la fe y el culto de la religión del Islam”. El Diyanet redacta el sermón semanal que se pronuncia en las 85.000 mezquitas del país y en más de 2.000 mezquitas en el extranjero que funcionan bajo la dirección. Proporciona educación coránica para niños y capacita y emplea a todos los imanes de Turquía, quienes son considerados funcionarios públicos.
Desde 2006, el Diyanet fue fortalecido; para 2015 su presupuesto se había cuadruplicado, y su personal se duplicó hasta alcanzar casi los 150.000 empleados. Su presupuesto en 2019 fue estimado en €1.700 millones (US$1.870 millones), superando ampliamente al de la mayoría de los ministerios del gobierno turco. Cuenta con 1.000 sucursales en toda Turquía y ofrece actividades educativas, culturales y benéficas en 145 países. Diyanet TV fue lanzado en 2012, y actualmente transmite las 24 horas del día. Ha ampliado la educación coránica a edades tempranas y a internados —“permitiendo la inmersión total de niños pequeños en un estilo de vida religioso”— y actualmente emite fatwas (fetva) a pedido.

## Actividades e historia
Durante el gobierno del Partido Demócrata (Turquía, 1946–61), se reabrieron las escuelas İmam Hatip, que ofrecían clases religiosas y eran gestionadas por el Diyanet. El número de escuelas que ofrecían clases del Corán aumentó de 61 en 1946 a 118 en 1948. A partir de 1975, los egresados de las escuelas İmam Hatip obtuvieron el mismo estatus que los de escuelas secundarias regulares y se les permitió ingresar a la universidad. En 1975 había más de 300 escuelas İmam Hatip con casi 300.000 estudiantes.
La Fundación Religiosa de Turquía (Türkiye Diyanet Vakfı) fue establecida en 1975 para apoyar las actividades de la Dirección de Asuntos Religiosos, difundir el islam y formar clérigos para los servicios religiosos. Una de sus obras más importantes es la enciclopedia de 44 volúmenes TDV İslam Ansiklopedisi (TDV İslâm Ansiklopedisi), disponible en línea.
Una publicación académica de 2021 resumió así las crecientes actividades del Diyanet: en 2012 lanzó su propio canal de televisión por satélite de 24 horas, Diyanet Television, además de presencia en redes sociales. El número de cursos de Corán preescolares ofrecidos aumentó de 3.000 en 2000 a 16.200 en 2018, empleando a 24.463 instructores para finales de 2019, con casi 4 millones de asistentes a los cursos de verano en 2018 y una meta de 24 millones para 2023. Para 2019 había publicado 1.734 libros y distribuido 9 millones de libros de forma gratuita desde 2018.
Antes de 2010, el Diyanet adoptó posturas no tradicionales sobre género y salud. En 2005, designó a 450 mujeres como vaizes (predicadoras, un rango superior al de imán). Además, consideró que la fertilización in vitro y las píldoras anticonceptivas eran "adecuadas según el islam".
En 2006, el papa Benedicto XVI visitó el Diyanet, donde se reunió con su entonces presidente, Ali Bardakoğlu, y con varios líderes musulmanes turcos, entre ellos los grandes muftíes de Ankara e Estambul.
En 2012, el presidente turco Abdullah Gül visitó la institución y declaró: "es sin duda uno de los deberes más importantes de la Dirección de Asuntos Religiosos [es decir, el Diyanet] enseñar nuestra religión a nuestro pueblo de la manera más correcta, clara y concisa y alejarlos de la superstición".

### 2010 y posteriores
En 2010-2011, la Diyanet comenzó su transformación en "una burocracia gubernamental de gran tamaño para la promoción del islam suní". El presidente de la Diyanet, Ali Bardakoğlu, quien había sido nombrado por un presidente secularista, fue destituido a finales de 2010 y reemplazado por Mehmet Görmez. En 2010, mientras el AKP impulsaba cambios políticos que eliminaban las prohibiciones del hiyab, Bardakoğlu se negó a recomendar que las mujeres musulmanas lo usaran, afirmando que la religión no lo exige.
Bajo el gobierno del AKP, el presupuesto de la Diyanet se cuadruplicó, superando los 2 mil millones de dólares en 2015, lo que representaba un 40% más que el del Ministerio del Interior y equivalía a la suma de los presupuestos de los ministerios de Asuntos Exteriores, Energía, y Cultura y Turismo. Actualmente emplea entre 120.000 y 150.000 personas.
Las reformas emprendidas en 2012 en la administración de las escuelas İmam Hatip llevaron a lo que un comentarista turco denominó "la eliminación, en la práctica, de una de las leyes más importantes de la revolución, el Tevhid-i Tedrisat (unidad educativa)".
La Diyanet ha sido acusada de servir al partido gobernante AKP y de gastos extravagantes (como un automóvil de lujo y un jacuzzi para su director, Mehmet Görmez).
Tras el intento de golpe de Estado de julio de 2016, el presidente Recep Tayyip Erdoğan destituyó a 492 funcionarios religiosos de la Diyanet.
También en 2016, la Diyanet instruyó a los imames e instituciones religiosas afiliadas para recopilar información detallada sobre el Movimiento Gülen. Presentó 50 informes de inteligencia de 38 países al parlamento turco. Los imames de la Diyanet participan, bajo los auspicios de la Organización Nacional de Inteligencia, en los esfuerzos del Estado turco para vigilar a sus ciudadanos en el extranjero, especialmente a aquellos sospechosos de estar vinculados con el Movimiento Gülen, el Partido de los Trabajadores del Kurdistán y el Partido/Frente Revolucionario de Liberación Popular.
En 2017, algunos argumentaron que "la implicación de la Diyanet en la política interior y exterior turca abre un nuevo capítulo sobre el creciente autoritarismo de Erdoğan".
En 2018, Mustafa Çağrıcı afirmó: "La Diyanet de hoy tiene una visión del mundo más islamista y más árabe". Ese mismo año, la Diyanet sugirió a los ciudadanos practicar el "ayuno electrónico" durante el Ramadán. Este concepto se refiere a reducir el uso de tecnologías como teléfonos inteligentes, computadoras portátiles y redes sociales.

## Críticas
La Dirección de Asuntos Religiosos (DRA) ha sido acusada de erosionar la constitución secular de Turquía mediante el nombramiento de clérigos religiosos de línea dura y la promoción del islam en la sociedad civil.

### Fatwas
La Diyanet comenzó a emitir fetuas a petición en algún momento después de 2011, y su número ha "aumentado rápidamente". Entre las actividades que consideró prohibidas (haram) en el islam durante un período de un año que terminó a finales de 2015 se encontraban: "tener perros en casa, celebrar el Año Nuevo occidental, loterías y tatuajes".
El uso de papel higiénico no está prohibido por la Diyanet siempre que también se use agua. Este asunto fue malinterpretado por algunos no musulmanes, ya que la mayoría no usa agua para limpiarse después de orinar o defecar. Los musulmanes deben purificarse con agua después de estas y otras excreciones corporales. En una fetua de abril de 2015 que tuvo repercusión fuera de las fronteras de Turquía, la Diyanet dictaminó que su uso es permisible dentro del islam, aunque enfatizó que el agua debe ser la principal fuente de limpieza.
Algunas fetuas de la Diyanet que han recibido críticas de sectores de la sociedad turca incluyen una dictaminada a principios de 2016 que establecía que las parejas comprometidas no deben tomarse de la mano ni pasar tiempo a solas durante su período de compromiso.

### Controversias
En enero de 2016 surgió una polémica por una fetua que apareció brevemente en la sección correspondiente del sitio web de la Diyanet, respondiendo a la pregunta de un lector sobre si el matrimonio de un hombre se invalidaría religiosamente si este sentía deseo sexual por su hija. La Diyanet publicó una respuesta indicando que existían diferencias de opinión entre las distintas escuelas de jurisprudencia islámica: "Para algunas, que un padre bese a su hija con lujuria o la acaricie con deseo no afecta su matrimonio", aunque la escuela Hanafí consideraba que la madre de la hija se volvería haram (prohibida) para dicho hombre. 
Se desató una "tormenta en redes sociales" donde "numerosos usuarios denunciaron ante la Presidencia de Telecomunicaciones que el máximo organismo religioso turco 'fomentaba el abuso infantil'". La Diyanet retiró la respuesta de su web alegando que la página estaba "en reparación". Posteriormente emitió un comunicado oficial insistiendo en que su respuesta había sido distorsionada mediante "trucos, artimañas y juegos de palabras" para desacreditarla, y anunció acciones legales contra las noticias al respecto.
Tras los terremotos de 2023, la Diyanet generó controversia al responder a una pregunta sobre la adopción de huérfanos, señalando que en el islam los hijos adoptivos pueden contraer matrimonio con sus padres adoptivos y que, aunque la adopción es loable, estos no son parientes consanguíneos. La pregunta original no mencionaba el matrimonio. Grupos activistas criticaron que esto "allanaba el camino para el abuso infantil", mientras el Colegio de Abogados de Turquía y medios secularistas señalaron que contradecía el código civil turco que permite herencias pero prohíbe tales matrimonios. La Diyanet emitió un segundo comunicado alegando tergiversación, reiterando su dictamen pero añadiendo que deben respetarse las leyes nacionales.

## Actividad internacional
La Diyanet presta servicios en países con importante diáspora turca. En 2018 contaba con 61 sedes en 38 países.

### Australia
La Diyanet presta servicios en alrededor de una docena de mezquitas y asociaciones en Australia.

### Austria
La Avusturya Türk Islam Kültür ve Sosyal Yardımlaşma Birliği (abreviada ATIB) es la mayor organización musulmana en Austria, contando entre 75.000 y 100.000 miembros en 2018.
Los orígenes de ATIB se remontan a la inmigración turca a Austria desde los años 1960. Su objetivo fundacional fue crear un movimiento islámico de carácter nacionalista turco, evitando que sus seguidores se unieran a mezquitas gestionadas por Millî Görüş. Cuando en 2015 entró en vigor una nueva ley religiosa en Austria que prohibía el financiamiento extranjero de instituciones religiosas, el entonces presidente de la Diyanet, Mehmet Görmez (2011-2017), instó a los musulmanes a oponerse a esta normativa. En 2019, varios imames de ATIB afectados por la ley presentaron un recurso legal que fue rechazado por el Tribunal Constitucional de Austria. Un partido político llamado Social Austria of the Future mantiene vínculos con la Diyanet.

### Bélgica
Bajo la Fondation religieuse islamique turque de Belgique, la Diyanet controla 70 de las 300 mezquitas en Bélgica, formando la mayor red de comunidades musulmanas del país. Su método de operación es sencillo: los musulmanes en Bélgica compran o construyen una mezquita y la donan a la Diyanet, que envía un imán formado en Turquía y paga su salario. Estos imames, funcionarios del estado turco, rotan cada pocos años entre diferentes mezquitas de la red.

### Chipre
La Diyanet supervisa la Dirección de Asuntos Religiosos de la RTCN en la isla de Chipre, especialmente en Chipre del Norte.

### Dinamarca
La "Fundación Islámica Turca Danesa" (Dansk Tyrkisk Islamisk Stiftelse) es la rama de la Diyanet en Dinamarca y la mayor organización musulmana del país. Sus principales competidores son Millî Görüş y las asociaciones alevíes.

### Francia
La Diyanet controla unas 270 mezquitas en Francia y paga los salarios de aproximadamente 150 imames turcos en el país.

### Alemania
La Unión Turco-Islámica para Asuntos Religiosos (Türkisch-Islamische Union der Anstalt für Religion e.V., Diyanet İşleri Türk-İslam Birliği), conocida como DİTİB, fue fundada en 1984. Para 2016, financiaba 900 mezquitas en Alemania. Su sede central es la Mezquita Central de Colonia en el distrito de Ehrenfeld.

### Japón
La Mezquita de Tokio y Centro Cultural Turco Diyanet fue establecida como la "Fundación Mezquita de Tokio" bajo la Presidencia de Asuntos Religiosos de Turquía en 1997. Para 2022, habían servido en la mezquita 12 imames.

### Países Bajos
De las 475 mezquitas existentes en los Países Bajos en 2018, la mayoría (146) estaban controladas por la Diyanet. Esta institución implementa la ideología política del partido turco AKP y emplea imames formados en Turquía. Críticos argumentan que estos líderes religiosos, algunos de los cuales no hablan neerlandés, obstaculizan la integración efectiva de los musulmanes turco-neerlandeses al promover lealtad al estado turco mientras descuidan fomentar compromiso con el estado neerlandés.

### Suecia
La sede de la Diyanet en Suecia es una fundación con base en el municipio de Huddinge.
Según reportes de 2017, la Diyanet gestiona nueve mezquitas y paga los salarios de 14 imames en Suecia. Tras el intento de golpe de 2016, muchos publicaron fuertes declaraciones en redes sociales condenando al Movimiento Gülen y otros opositores al gobierno de Erdoğan. Además de sus funciones religiosas, los imames también informan sobre críticos del gobierno turco. Según Dagens Nyheter, en estas mezquitas se difunde propaganda a favor del presidente Erdoğan y el partido AKP. El partido islamista Partido Nuance mantiene vínculos con la Diyanet.

### Reino Unido
Establecida en 2001, la filial británica de la Diyanet operaba 17 mezquitas en 2018. Fue además la principal impulsora de la construcción de la primera mezquita ecológica europea en Cambridge.

### Estados Unidos
La Diyanet gestiona más de una docena de mezquitas en Estados Unidos desde el Centro Diyanet de América, ubicado en los suburbios del área metropolitana de Washington D. C..

## Presidentes
Los siguientes personajes han dirigido la institución:
| Imagen | Nombre                     | Periodo | Periodo  |
| Imagen | Nombre                     | Inicio  | Fin      |
| ------ | -------------------------- | ------- | -------- |
|        | Mehmet Rifat Börekçi       | 1924    | 1941     |
|        | Mehmet Şerefettin Yaltkaya | 1942    | 1947     |
|        | Ahmet Hamdi Akseki         | 1947    | 1951     |
|        | Eyüp Sabri Hayırlıoğlu     | 1951    | 1960     |
|        | Ömer Nasuhi Bilmen         | 1960    | 1961     |
|        | Hasan Hüsnü Erdem          | 1961    | 1964     |
|        | Mehmet Tevfik Gerçeker     | 1964    | 1965     |
|        | İbrahim Bedrettin Elmalılı | 1965    | 1966     |
|        | Ali Rıza Hakses            | 1966    | 1968     |
|        | Lütfi Doğan                | 1968    | 1972     |
|        | Lütfi Doğan                | 1972    | 1976     |
|        | Süleyman Ateş              | 1976    | 1978     |
|        | Tayyar Altıkulaç           | 1978    | 1986     |
|        | Mustafa Sait Yazıcıoğlu    | 1986    | 1992     |
|        | Mehmet Nuri Yılmaz         | 1992    | 2003     |
|        | Ali Bardakoğlu             | 2003    | 2010     |
|        | Mehmet Görmez              | 2010    | 2017     |
|        | Ali Erbaş                  | 2017    | Presente |